# Edifício Niemeyer
O Edifício Niemeyer é um edifício situado na Praça da Liberdade da cidade de Belo Horizonte, projetado pelo arquiteto Oscar Niemeyer.

## Histórico
O edifício situa-se na Praça da Liberdade, na esquina com a Avenida Brasil. O prédio, em estilo moderno, possui curvas sinuosas que remetem às linhas das Serras mineiras.
Caracteriza-se pela planta com fachadas sinuosas cobertas por brises horizontais que protegem da insolação e conferem privacidade aos apartamentos, ao passo em que mantém a paisagem livre para seus ocupantes.
Foi projetado pelo arquiteto brasileiro Oscar Niemeyer, uma década depois das obras do Conjunto Arquitetônico da Pampulha, em 1954, e teve sua obra concluída em 1960. Foi construído no lugar do Palacete Dolabela.

## Galeria de fotos

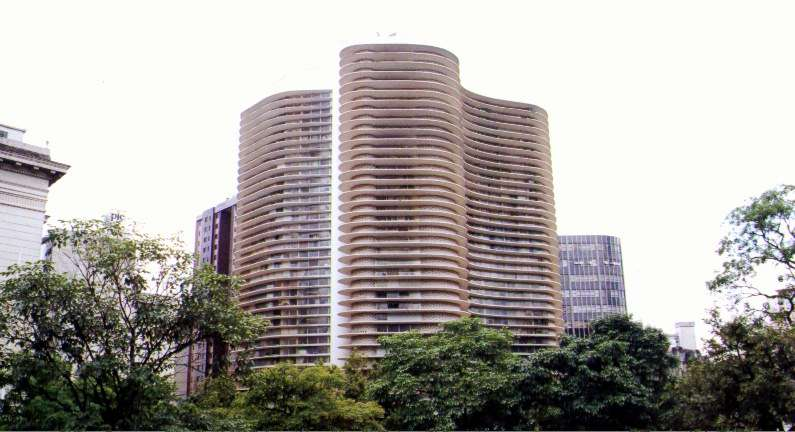
O Edifício Niemeyer.
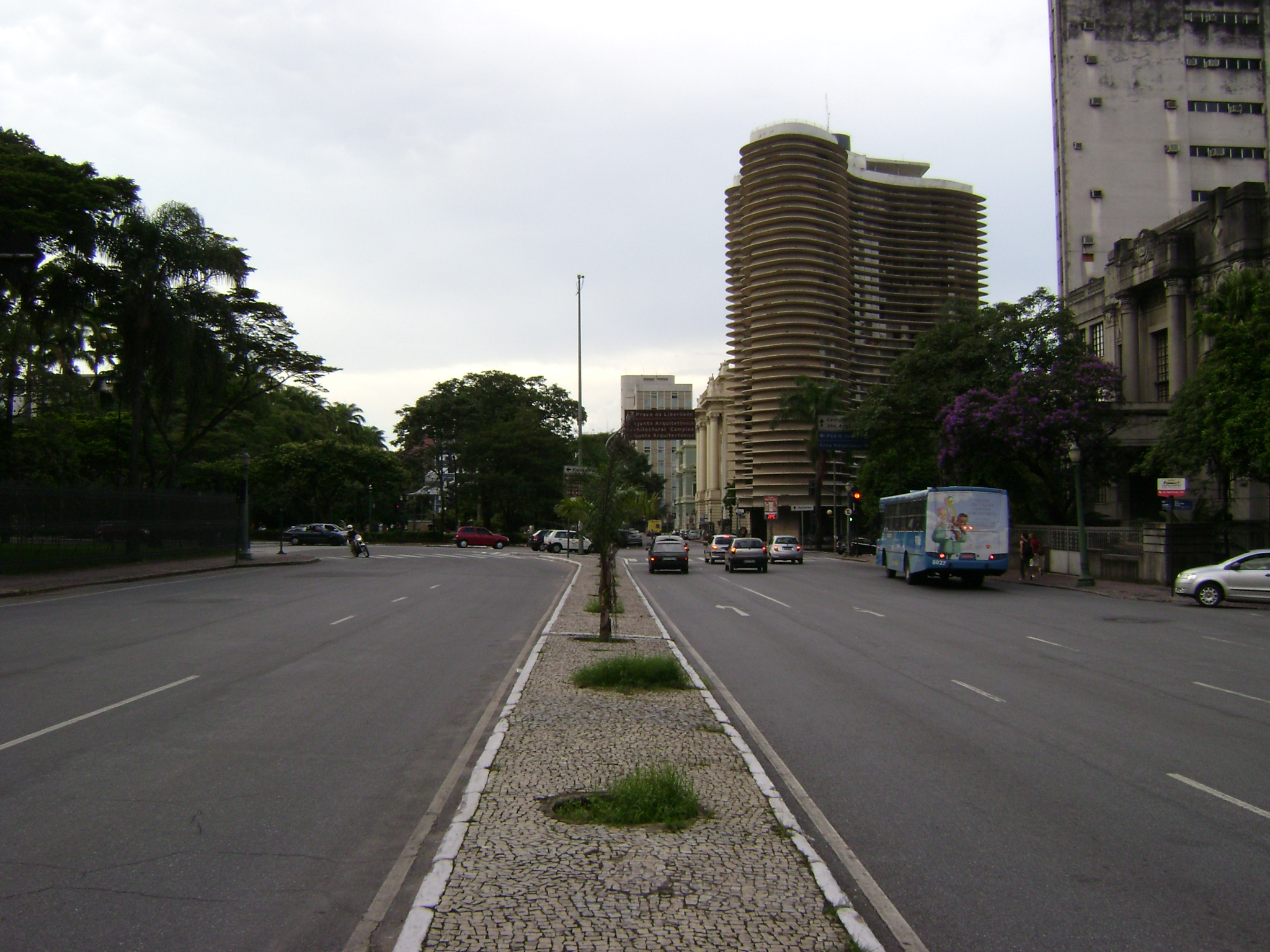
Vista do edifício a partir da avenida Cristóvão Colombo.
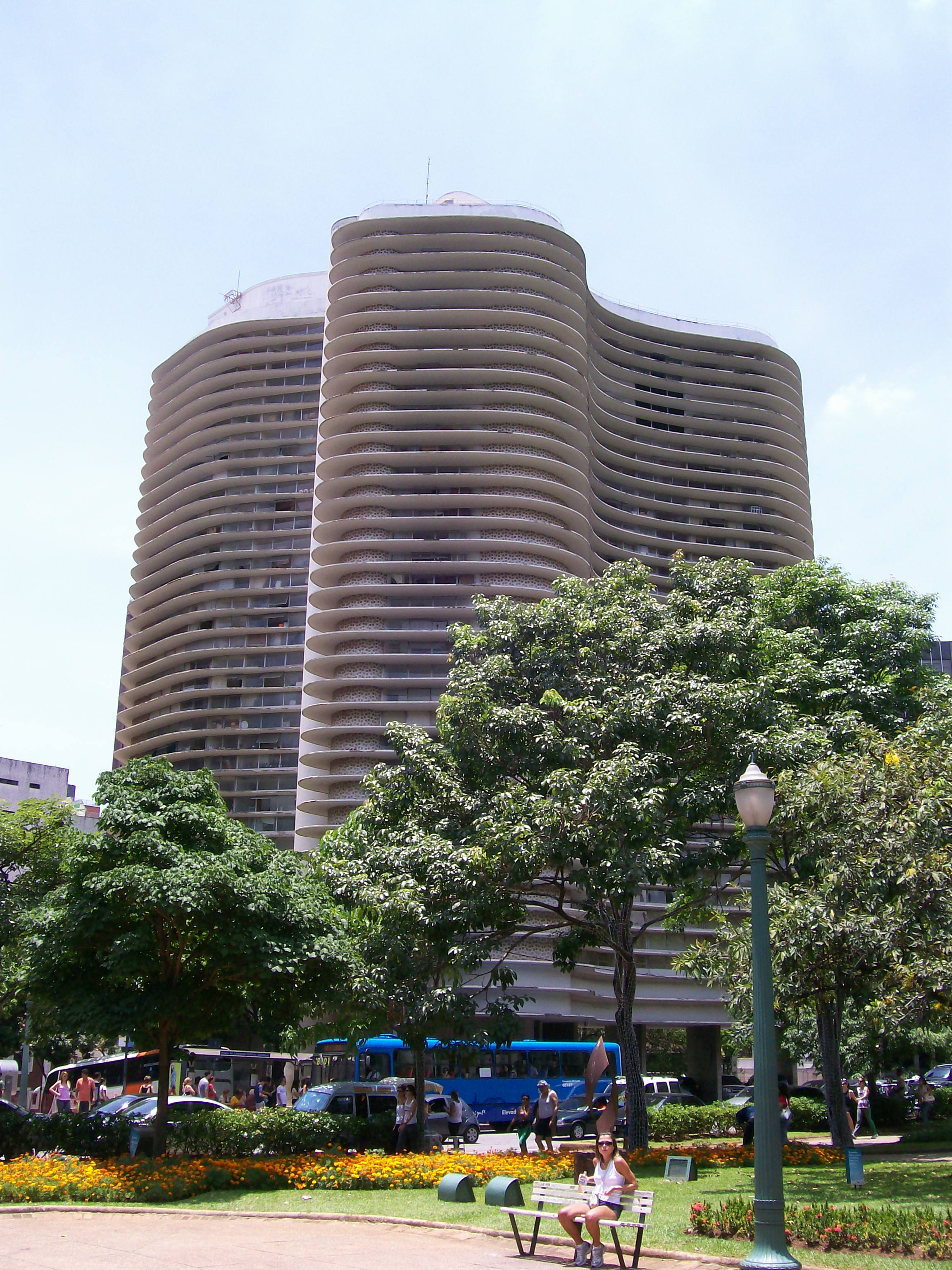
O Edifício visto por inteiro.
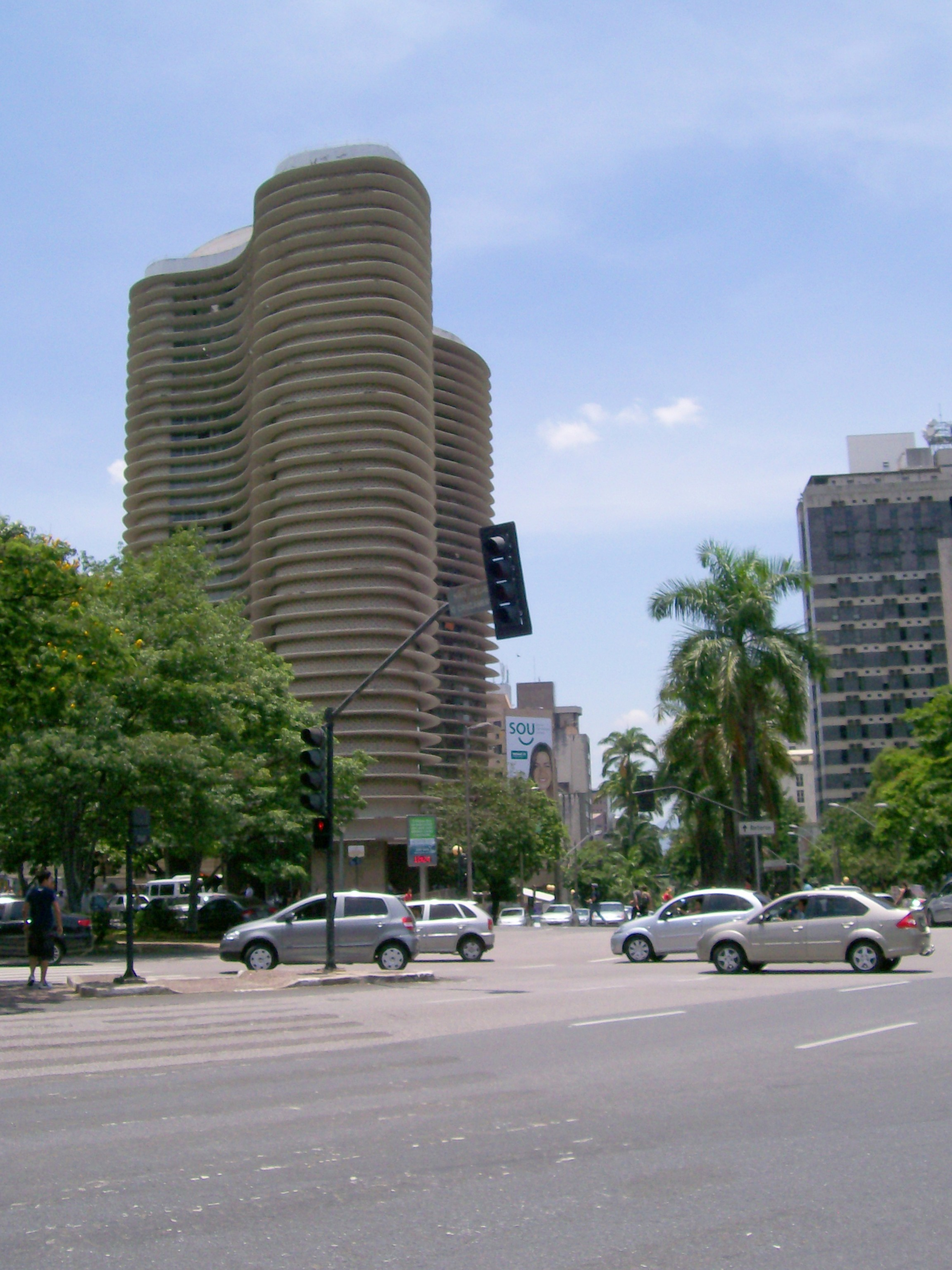
Visto a partir da calçada do Palácio da Liberdade.
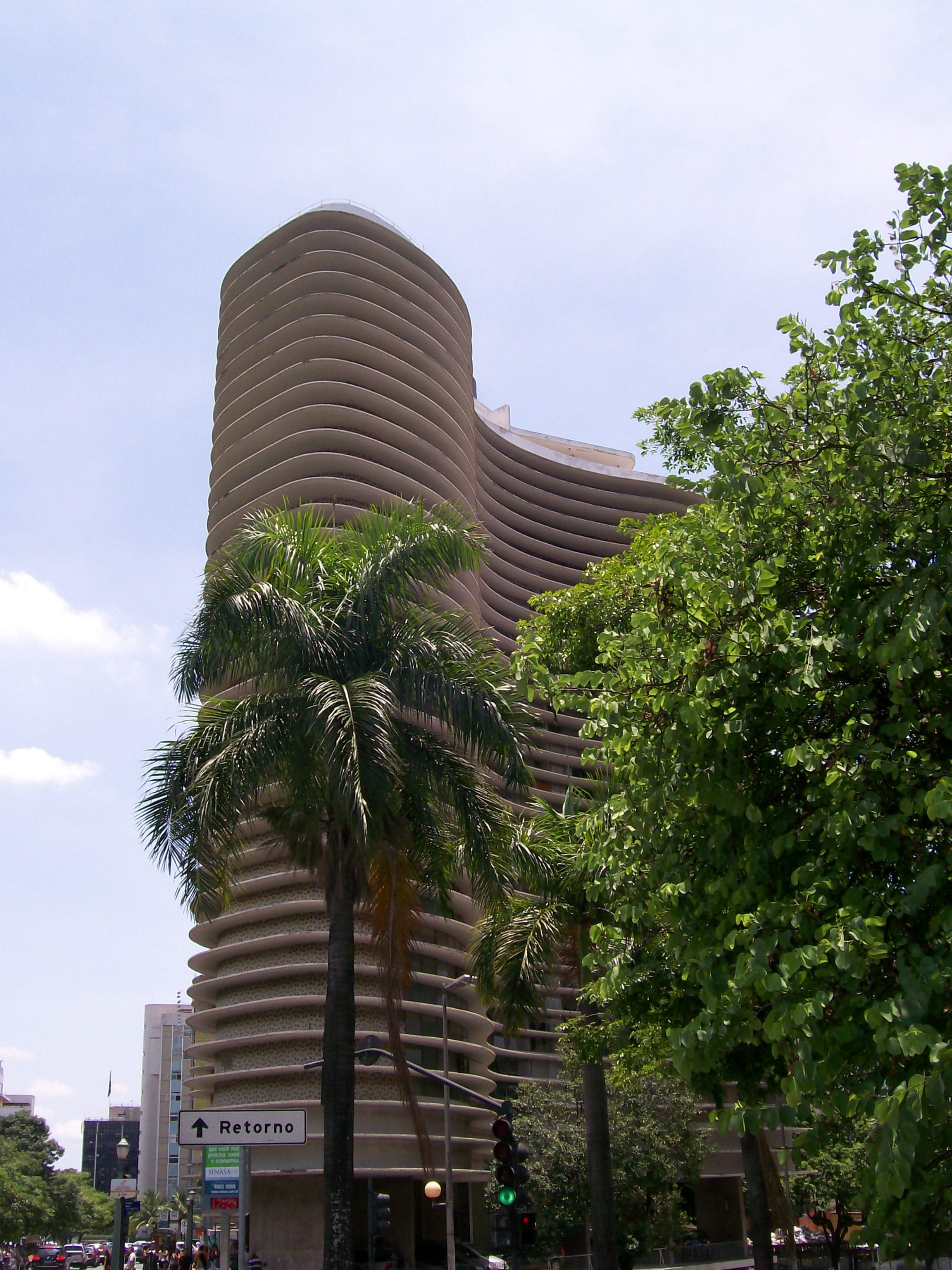
Vista lateral.
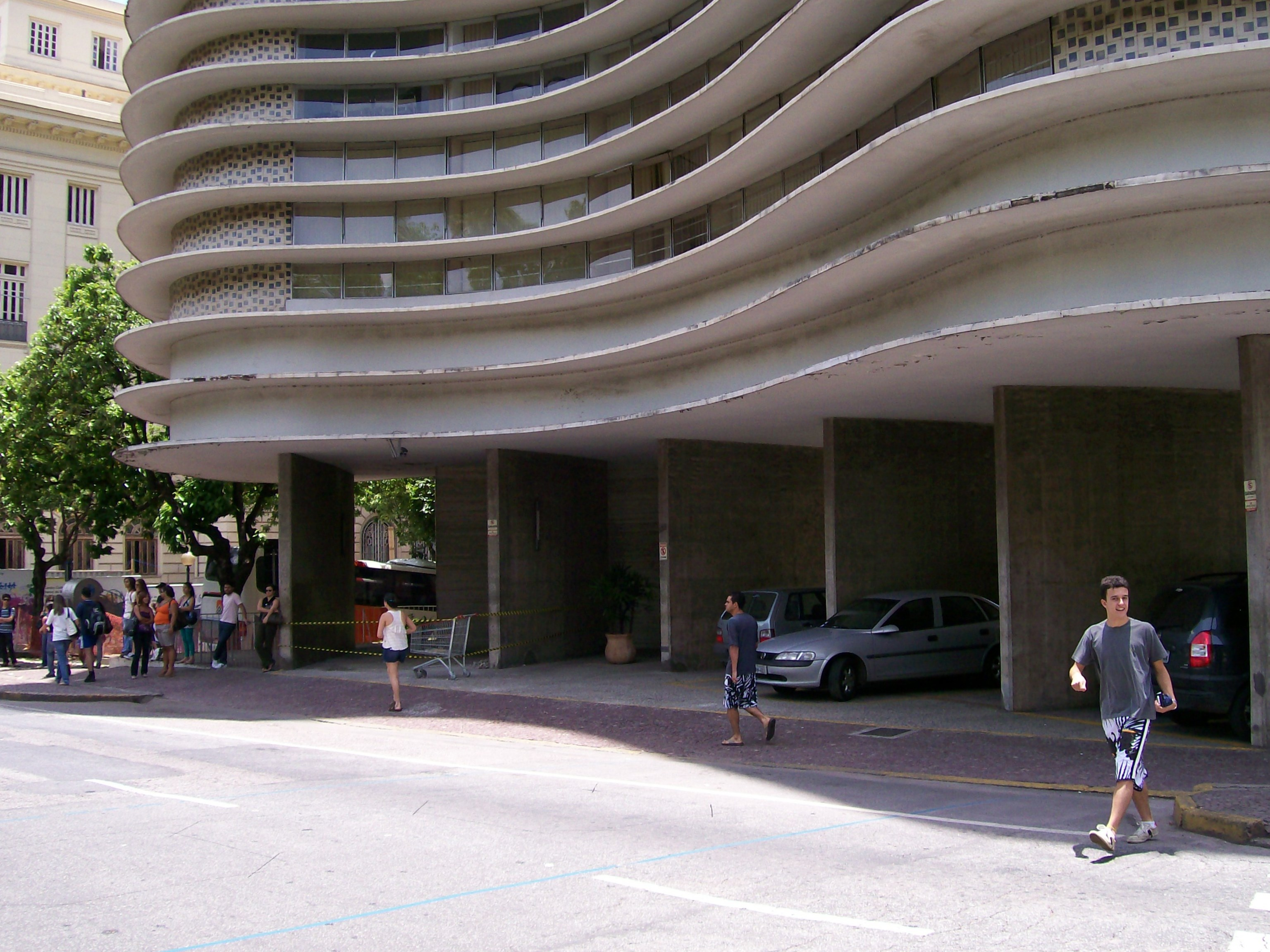
O prédio ao nível da rua.